# Jacob Schramm
Jacob Schramm (8 gennaio 1999) è uno sciatore alpino tedesco.

## Biografia
Specialista delle prove veloci attivo dal novembre del 2015, in Coppa Europa Schramm ha esordito il 23 gennaio 2017 a Méribel in supergigante, senza completare la prova, e ha conquistato il primo podio il 17 marzo 2023 a Narvik in discesa libera (3º); ha debuttato in Coppa del Mondo il 19 gennaio 2024 a Kitzbühel nella medesima specialità (50º) e il 22 marzo dello stesso anno ha conquistato a Kvitfjell in supergigante la prima vittoria in Coppa Europa. Non ha preso parte a rassegne olimpiche o iridate.

## Palmarès

### Coppa Europa
- Miglior piazzamento in classifica generale: 41º nel 2024
- 2 podi:
  - 1 vittoria
  - 1 terzo posto

#### Coppa Europa - vittorie
| Data          | Località  | Paese    | Specialità |
| ------------- | --------- | -------- | ---------- |
| 22 marzo 2024 | Kvitfjell | Norvegia | SG         |

Legenda:

SG = supergigante

### South American Cup
- Miglior piazzamento in classifica generale: 11º nel 2023
- 2 podi:
  - 1 vittoria
  - 1 secondo posto

#### South American Cup - vittorie
| Data           | Località | Paese | Specialità |
| -------------- | -------- | ----- | ---------- |
| 30 agosto 2022 | La Parva | Cile  | DH         |

Legenda:

DH = discesa libera